# Golf (jogo eletrônico)
Golf (ゴルフ, Gorufu) é um jogo simulador de esporte lançado em 1985 para Nintendo Entertainment System. O jogo foi originalmente lançado no Japão em 1984 para Nintendo Family Computer.
É o primeiro jogo de esportes da série Mario. O golfista é Mario na versão ocidental do jogo,[carece de fontes?] embora não vestindo seu terno tradicional, enquanto na versão japonesa é Ossan, um personagem que aparece em Captain Rainbow.

## Jogabilidade
A jogabilidade é simples. Um mapa do lado direito da tela mostra o buraco onde a bola deve chegar, assim como os obstáculos.
A pontuação do jogador depende de quantas vezes a bola for batida para entrar no buraco. Há diferentes tipos de tacos disponíveis.